# Vinni-Pukh i den zabot
Vinni-Pukh i den zabot (russisk: Винни-Пух и день забот, da.: Winnie the Pooh og en travl dag (eller Peter Plys og en travl dag)) er en sovjetisk animationsfilm fra 1972 produceret af Soyuzmultfilm og instrueret af Fjodor Khitruk og Gennadij Sokolskij.
Filmen er baseret på A.A. Milnes serie af bøger om Peter Plys og er den sidste i den sovjetiske filmtrilogi, der omfatter Vinni-Pukh (1969) og Vinni-Pukh idjot v gosti (1971). 

## Medvirkende
- Vladimir Osenev
- Jevgenij Leonov
- Ija Savvina som Piglet
- Erast Garin som Eeyore
- Zinaida Narysjkina som Owl